# NEWS5ちゃん
『NEWS5ちゃん』（ニュースごちゃん）は、福岡放送（FBS）で2011年4月4日から2015年3月27日まで放送されていた福岡・佐賀地域を対象にした平日夕方のローカルニュース番組である。
2012年4月2日から同局で放送されていたスポットニュース番組のタイトルとしても使用されたニュース番組の総称（ブランド名）だった。

## 概説
- FBSでは、長らく1995年10月2日改編から夕方ワイド番組『めんたいワイド』を放送し、その18時台に地域ニュースの時間を内包させていたが、2011年4月改編から『FBSニュースプラス1』以来15年半ぶりに分離独立させることにした。
- また、2012年4月2日からは、それまで『FBS NEWS』というタイトルで放送されていたスポットニュース枠を、平日夕方のNEWS5ちゃんと同様にタイトル名が統一された。
- 2014年4月1日には、セットのカラーリングをこれまでの水色から「news every.」同様のピンクに変更、同時にスポットニュースを含む各種テロップも変更を行っている。
- タイトルの『5ちゃん』は、FBSのリモコンキーID “5”に掛け合わせたものである。
- 2015年4月改編をもって、平日夕方のローカルニュース番組が『NEWSめんたいPlus』をして再出発。これに伴い、スポットニュースも『FBSニュース』にタイトルが戻った[1]。

## 放送時間の変遷
| 期間      | 期間      | 放送時間（日本時間）  |
| --------- | --------- | --------------------- |
| 2011.4.4  | 2011.9.30 | 18:16 - 19:00（44分） |
| 2011.10.3 | 2015.3.27 | 18:15 - 19:00（45分） |

## 出演者

### キャスター
- 久保俊郎（FBSアナウンサー）
- 若林麻衣子（FBSアナウンサー）
- 竹松大輔（FBS報道部）

久保と若林は『めんたいワイド』のニュースコーナーも兼任。また、久保はかつて『FBSプラス1』のキャスターもしていたため、久々にこの枠に復帰。なお、久保はこの『NEWS5ちゃん』終了と共にFBSを定年退職した。

### 気象予報士
- 堀井義方（ほりい・よしみち、ウェザーニューズ所属）
- 増永吉亨（ますなが・よしゆき）

この枠は基本的に堀井が担当するが、堀井が出られない場合には増永が『めんたいワイド』から引き続いて出演する。逆に、増永が『めんたいワイド』に出られない場合には堀井が代行するケースもある。

### スポーツニュース
- 浜崎正樹（FBSアナウンサー・2014年3月31日からはフィールドキャスター兼務）

### 過去の出演者
- 仲谷亜希子（FBSアナウンサー）

## タイムテーブル
- 18:15 オープニング、挨拶、ニュース
- 18:30頃 特集
- 18:40頃 天気予報
- 18:45頃 スポーツニュース
- 18:52頃 きょうコレ - 『news every.』のものをニュース項目を抽出して時差ネット。一般ニュースに差し替える場合もある。
- 18:56頃 エンディング、放送終了
- 18:57.25 19時台番組アイキャッチ - 日本テレビとの同時ネット。

## スポットニュースの放送時間
いずれもJST。
- 月曜日 - 金曜日 20:54 - 21:00（2012年4月2日 - 現在）
- 火曜日 21:54 - 22:00、土曜日 16:54 - 17:00（2012年4月2日 - 2013年3月30日）

ただし、2016年ごろからは、スポットニュースは放送されておらず、「みたいけん。FBS」などの番宣の時間となっている。

### NEWS5ちゃん NNNストレイトニュース
月曜日 - 金曜日
- 11:30 - 11:45（JST）

土曜日
- 11:25 - 11:35（JST）

日曜日
- 11:30 - 11:40（JST）

### NEWS5ちゃん news every.
月曜日 - 金曜日
- 17:53 - 18:15（JST） - 後座である本番組とのコンプレックス構成で放送。

土曜日（NEWS5ちゃん news every.サタデー）
- 17:30 - 18:00（JST、2013年3月30日まで）
- 17:00 - 17:30（JST、2013年4月6日から）

### NEWS5ちゃん NNNニュースサンデー
- 日曜日 6:45 - 7:00（JST、2014年9月28日まで）
- 日曜日 6:15 - 6:30（JST、2014年10月5日から）